# يو إف سي على إي إس بي إن: ويتيكر ضد جاستيلوم
يو إف سي على إي إس بي إن: ويتيكر ضد جاستيلوم (بالإنجليزية: UFC on ESPN: Whittaker vs. Gastelum)‏ هو حدث لفنون القتال المختلطة نظمته يو إف سي، أُقيم في 17 أبريل 2017، على يو إف سي أبيكس في إنتربرايز، نيفادا، وهي جزء من منطقة لاس فيغاس الحضرية، الولايات المتحدة.